# Fleurac, Dordogne
Fleurac là một xã của Pháp, nằm ở tỉnh Dordogne trong vùng Aquitaine của Pháp.

## Hành chính
| Danh sách các xã trưởng                |             |                 |                  |          |
| Giai đoạn                              | Giai đoạn   | Tên             | Đảng             | Tư cách  |
| 1989                                   | đương nhiệm | Jean-Paul Bouet | không chính thức | nông dân |
| Tất cả các dữ liệu trước đây không rõ. |             |                 |                  |          |

## Thông tin nhân khẩu
| Năm    | 1962 | 1968 | 1975 | 1982 | 1990 | 1999 | 2005 |
| ------ | ---- | ---- | ---- | ---- | ---- | ---- | ---- |
| Dân số | 323  | 285  | 239  | 219  | 220  | 221  | 263  |